# ジョニー・マークス
ジョニー・マークス（Johnny Marks、1909年11月10日 – 1985年9月3日）は、アメリカ合衆国のソングライター。ユダヤ系であったが、クリスマスソングを書き、「赤鼻のトナカイ」（ジーン・オートリーなどでヒットした）、「Rockin' Around the Christmas Tree」（ブレンダ・リーでヒット）、「A Holly Jolly Christmas」（クイント・シスターズ (the Quinto Sisters) が吹き込み、後にはバール・アイヴスも録音した）、「Silver and Gold」（バール・アイヴスが録音）など、クリスマス休暇の時期にふさわしいスタンダード曲を数多く残した。

## 私生活
マークスは、ニューヨーク州マウントバーノンに生まれた。ニューヨークのマクバーニー校からコルゲート大学とコロンビア大学を卒業し、後にはパリに留学した。第二次世界大戦中は、第26特殊任務中隊（the 26th Special Service Company）大尉として従軍し、ブロンズスターメダルと4つの従軍星章を受章した。マークスには、マイケル（Michael）、ローラ（Laura）、デイヴィッド（David）と、3人の子どもたちがいた。また、マークスは. 経済学者スティーヴン・レヴィットのおおおじにあたる。
マークスは、実業界の大物でマンハッタン区長を務めたマーカス・M・マークス（1858年 - 1937年）の甥であった。マークスの父、ルイス・B・マークス（Louis B. Marks）は、主導的な電灯技術者であった。マークスの妻、マーガレット・メイ・マークス（Margaret May Marks）は、ロバート・L・メイの女きょうだいであった。

## 経歴
多数にのぼるマークスの作品の中には、「赤鼻のトナカイ」があるが、これは義兄にあたる、「ルドルフ」の創作者ロバート・L・メイが書いた童話『ルドルフ 赤鼻のトナカイ』に基づいたものである。1964年に最初に放送された、この童話と歌を題材にしたテレビアニメ『ルドルフ 赤鼻のトナカイ』では、マークス自身が音楽を担当した。
ソングライターとしての仕事に加え、マークスは1949年に創業した St. Nicholas Music の経営にあたり、米国作曲家作詞家出版者協会（ASCAP）のディレクターを1957年から1961年まで務めた。1981年、マークスはソングライターの殿堂入りを果たした。

## 主な作品

### クリスマスソング
- 赤鼻のトナカイ – 1949年（義理の兄弟であったロバート・L・メイの詩を踏まえている）
- When Santa Claus Gets Your Letter – 1952年
- The Night Before Christmas Song – 1952年
- An Old-Fashioned Christmas – 1952年
- Everyone's a Child at Christmas – 1956年
- I Heard the Bells on Christmas Day – 1956年（歌詞は、ヘンリー・ワズワース・ロングフェローの詩に基づきマークスが補作）
- Run Rudolph Run - 1958年
- Rockin' Around the Christmas Tree – 1958年
- A Merry, Merry Christmas to You – 1959年
- The Santa Claus Parade – 1959年
- A Caroling We Go - 1966年
- Joyous Christmas - 1969年

1964年の NBC/Rankin-Bass 制作のテレビ番組『Rudolph, The Red-Nosed Reindeer』の音楽
- A Holly Jolly Christmas – 1964年 - 1965年（シングル盤リリース）**
- Jingle, Jingle, Jingle – 1964年
- The Most Wonderful Day of the Year – 1964年
- Silver and Gold – 1964年 - 1965年**
- We Are Santa's Elves – 1964年
- There's Always Tomorrow - 1964年
- The Island of Misfit Toys - 1964年
- We're a Couple of Misfits - 1964年

** 番組の放送の翌年のクリスマス休暇の時期に合わせて、バール・アイヴスがキャラクター「雪だるまのサム（Sam the Snowman）」として、シングル盤「A Holly Jolly Christmas/Silver and Gold」をリリースした。
1975年の DePatie-Freling 制作のテレビ番組『The Tiny Tree』の音楽
- To Love And Be Loved - 1975年
- When Autumn Comes - 1975年
- Tell It to a Turtle - 1975年
- A Caroling We Go - 1966年
- A Merry Merry Christmas To You - 1959年
- Joyous Christmas - 1969年

### その他の作品
- Happy New Year Darling – 1946年、J・カーメン・ロンバルド（J. Carmen Lombardo）との共作
- Address Unknown
- Chicken Today and Feathers Tomorrow
- Don't Cross Your Fingers, Cross Your Heart
- Free
- How Long Is Forever?
- I Guess There's an End to Everything
- Neglected
- She'll Always Remember
- Summer Holiday
- There's Always Tomorrow
- We Speak of You Often
- What've You Got to Lose But Your Heart
- Who Calls?